# جوبی بیکر
جوبی بیکر (انگلیسی: Joby Baker؛ زادهٔ ۲۶ مارس ۱۹۳۴) بازیگر، نقاش اهل کانادا است.
از فیلم‌ها یا برنامه‌های تلویزیونی که وی در آن نقش داشته‌است می‌توان به بابای فوق‌العاده اشاره کرد.